# イザベッラ・デステ (パルマ公妃)
イザベッラ・デステ（Isabella d'Este, Duchessa di Parma, 1635年10月3日 - 1666年8月21日）は、パルマ・ピアチェンツァ公ラヌッチョ2世の2人目の妃。

## 生涯
モデナおよびレッジョ公フランチェスコ1世・デステとパルマ・ピアチェンツァ公ラヌッチョ1世の娘マリーア・ファルネーゼとの娘として生まれた。
ラヌッチョ2世は最初の妻マルゲリータ・ヴィオランテ・ディ・サヴォイアの死後、父の妹の娘である従妹のイザベッラと結婚することになり、1663年に結婚が発表された。イザベッラがパルマを訪れ、2人は1664年2月18日に初めて出逢った。その際には大きな祭と音楽会が催された。
結婚により以下の3児をもうけた。
- マルゲリータ・マリーア（1664年11月24日 -  1718年6月17日） - 1692年7月14日にモデナ公フランチェスコ2世・デステと結婚
- テレーザ（1665年10月10日 - 1702年） - メルテン公グスタフ2世妃
- オドアルド2世（1666年 - 1693年8月12日） - パルマ・ピアチェンツァ公位の継承者とされたが、父より先に亡くなった。

オドアルドを産んだ数日後の8月21日にコロルノで亡くなった。イザベッラの死後、ラヌッチョ2世はイザベッラの妹マリーア・デステと再婚した。